# Sarah McBride
Sarah Elizabeth McBride (Wilmington, Delaware, 1990. augusztus 6. –) amerikai aktivista és politikus, Delaware szenátusának tagja 2021 januárja óta. Korábban a Human Rights Campaign országos szóvivője volt. A 2020. novemberi választást megnyerte Delaware első szenátusi kerületében, az ország első nyíltan transznemű állami szenátora az országban, illetve a legmagasabb rangú transznemű tisztségviselő az Egyesült Államokban.
Megválasztása előtt aktivista volt, fontos szerepe volt abban, hogy Delaware-ben betiltották a nemi identitás alapján történő diszkriminációt munkaadásban, lakhatásban, illetve biztosításban. 2016 júliusában beszélt a Demokrata Nemzeti Gyűlésen, az első nyíltan transznemű személy lett, aki beszédet mondott az egyik nagy párt konvencióján az ország történetében. 2018-ban kiadta önéletrajzát Tomorrow Will Be Different: Love, Loss, and the Fight for Trans Equality címmel, amelybe Joe Biden írta az előszavat. McBride nagy szerepet játszott Biden személyes nézeteinek és transzneműséggel kapcsolatos politikájának fejlődésében.
McBride a demokrata jelölt volt Delaware egyetlen képviselőházi pozíciójáért a 2024-es választásokon, Lisa Blunt Rochester utódja lett.